# Мистулов, Эльмурза Асланбекович
Эльмурза (Эльмураз) Асланбекович Мистулов (осет. Мыстулаты Эльмураз; 16 сентября 1869 — 9 ноября 1918) — военачальник Русской Императорской армии, генерал-майор, принявший участие в борьбе с ихэтуанями, Русско-японской, Первой мировой и Гражданской войнах. Один из руководителей и активных участников Терского восстания.

## Биография
Родился в 1869 году в семье офицера Терского казачьего войска Асланбека Мистулова в станице Черноярской, по национальности — осетин. После окончания Ставропольского юнкерского казачьего училища (по 1-му разряду) 3 августа 1889 года откомандирован в состав 1-го Сунженско-Владикавказского полка. Затем был направлен в 1-й Волгский полк Терского казачьего войска, в котором прослужил около 20 лет, отлучившись из него лишь на время Боксёрского восстания в Китае и Русско-японской войны в Терско-Кубанский полк.
В 1900 году, во время боксерского восстания в Китае, он уехал на Дальний Восток, где получил на Маньчжурской железной дороге «охранную роту». В июне 1902 года вернулся обратно в полк.
В 1904 году с Терско-Кубанским горским полком выступил на русско-японскую войну. За героическую конную атаку на японскую пехоту, в которой получил три штыковые раны и пулевое ранение в живот, он был отмечен в приказе Главнокомандующим генералом А. Н. Куропаткиным и впоследствии награждён орденом Святого Георгия 4 степени. За войну 1904—1905 годов получил все обер-офицерские награды: до Св. Владимира 4-й степени с мечами и бантом, Золотым оружием, орденом Св. Георгия 4-й степени и чином есаула.
Высочайший приказ от 25 февраля 1907 года о награждении Мистулова орденом Св. Георгия 4-й степени:

«1-го Волгского полка Терского казачьего войска Эльмурзе Мистулову за выдающийся подвиг, мужество и храбрость, оказанные им 12 декабря 1904 года у деревни Бедагоу, когда, узнав, что сотник князь Эльдаров, налетевший на неприятельские окопы, занятые пехотной заставой в 30 человек, пал смертельно раненный, он с 13-ю всадниками и ординарцами бросился в атаку в конном строю и, несмотря на бешеный огонь японцев, первым доскакал до окопов, лично зарубил несколько человек, а остальных обратил в бегство и, будучи ранен дважды пулями и штыковым ударом в живот, до конца схватки оставался в строю и спас тело князя Эльдарова».
В 1906 году вернулся в войско и был командиром сотни 2-го Волгского полка. В 1908 году переведен в 1-й Горско-Моздокский полк. В 1911 году произведен в войсковые старшины и назначен помощником по строевой части командира 1-го Волгского полка. В 1913 году назначен в 1-й Кизляро-Гребенской полк и участвовал в Шахсевенской экспедиции в Персии. В 1914 году произведён в полковники (старшинство с 6 мая 1914 г.).
С началом Первой мировой войны в должности командира 2-го Сунженского полка отправился на фронт, воевал первоначально в Галиции и на Карпатах, затем направлен на Кавказский фронт командовать 1-м Кавказским Кубанским казачьим полком. В ходе боевых действий неоднократно проявлял мужество и успешно руководил войсками, обращая противника в бегство. Так, 28 июня 1916 года совместно с Таманским казачьим полком у города Мина-Халтун разбил турецкие войска, проведя удачную наступательную операцию на этом участке фронта.
В начале января 1917 года произведен в чин генерал-майора за боевые отличия и назначен командиром бригады 1-й Кубанской казачьей дивизии на Западном фронте, затем в Персии — Отдельной Кубанской казачьей бригады. После революционных событий в России вернулся в Терскую область в начале 1918 года. В марте, в условиях начинавшегося восстания, на Терском войсковом круге избран командующим казачьими войсками Терека. В первых боях против Красной армии получил тяжёлое ранение и его на посту командующего сменил полковник Н. К. Федюшкин, действия которого по руководству восставшими были неудачными и после выздоровления Мистулова он был немедленно смещён. Вернувшись к исполнению своих обязанностей, Эльмурза Мистулов застал фронт в критическом положении: казачье войско было деморализовано и самовольно покидало боевые позиции. Наступление частей РККА, пробивавшихся на восток под давлением Добровольческой армии, значительно усугубило ситуацию. Командующий армией, генерал Мистулов, видимо потеряв надежду на дальнейший успех, не желая видеть позора своего края, в станичном правлении станицы Прохладной 9 ноября застрелился. В предсмертной записке, адресованной полковнику Кибирову, он писал:
Джамбулат и все мужественные духом Терцы! Боритесь с нашим врагом; Бог даст, будет помощь от Деникина. Тело моё отвести прямо на кладбище и без всяких излишеств в возможно короткий срок предать земле
Генерал Вдовенко своих мемуарах писал: « Смерть генерала Мистулова очень тяжелая потеря для войска человека исключительной храбрости и благородства, прекрасного товарища, которого все так уважали и любили.»
«Он имел пять братьев. От третьего брата, есаула Дзанчека, выданного в Лиенце, остался сын, Эльмурза».
В 2016 году в станице Черноярская был восстановлен памятник генералу Мистулову и его отцу.

## Награды
- Орден Святой Анны 3-й ст. с мечами и бантом (1904)
- Орден Святого Владимира 4-й ст. с мечами и бантом (1904)
- Орден Святого Станислава 2-й ст. с мечами и бантом (1905)
- Орден Святой Анны 4-й ст. (1905)
- Орден Святой Анны 2-й ст. с мечами (1905)
- Золотое оружие «За храбрость» (1907)
- Орден Святого Георгия 4-й ст. (1907)